# جايسون ليتل
جايسون ليتل (بالإنجليزية: Jason Little)‏ هو فنان قصص مصورة أمريكي، ولد في 1970 في نيويورك في الولايات المتحدة.

## وصلات خارجية
- الموقع الرسمي